# Jubilate-Kirche (Bonneberg)

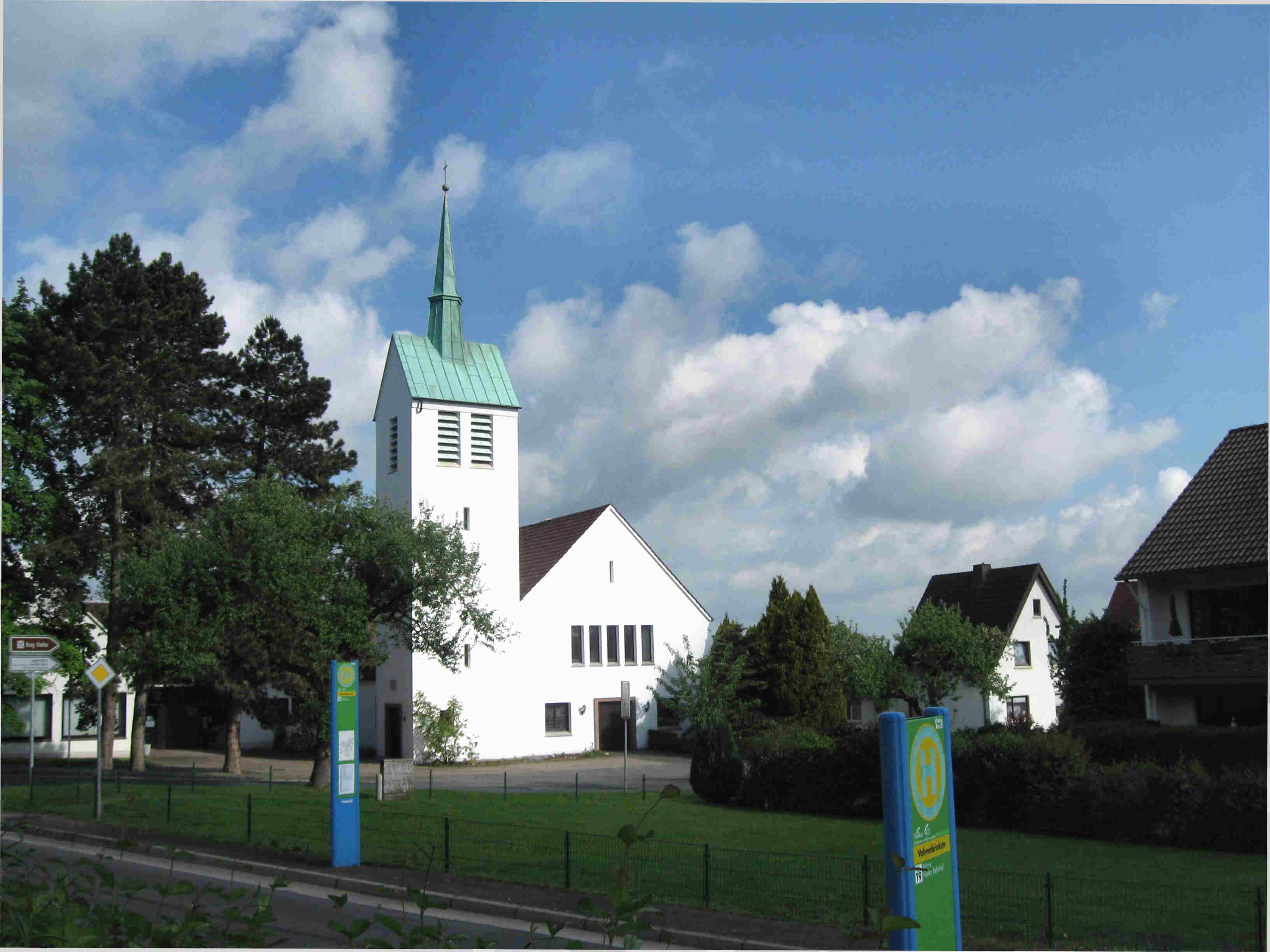
Kirche zu Bonneberg

Die Jubilate-Kirche in Bonneberg, einer Ortschaft im Stadtteil Valdorf der Stadt Vlotho, war die Pfarrkirche der Evangelisch-Lutherischen Kirchengemeinde Bonneberg, die dem Kirchenkreis Vlotho der Evangelischen Kirche von Westfalen angehörte, und ist nun eine Kirche der vereinigten Kirchengemeinde Exter-Bonneberg.

## Geschichte und Ausstattung
Die Jubilate-Kirche wurde 1957 an Jubilate, dem dritten Sonntag nach Ostern, geweiht. Zunächst war sie eine Filialkirche der Evangelischen Kirche Valdorf, zu deren Gebiet die Bauerschaft Bonneberg zuvor gehört hatte. 1970 wurde durch Abpfarrung die Kirchengemeinde Bonneberg gegründet.
Die Jubilate-Kirche wurde 1979 und 1988 renoviert. 1988 wurden von Horst Bohatschek gestaltete Fenster eingebaut. Sie zeigen Geburt, Passion und Auferstehung Christi, die vier Evangelisten sowie alttestamentliche Motive. Die Orgel wurde 1979 bei Steinmann gebaut. Die drei Glocken im Turm stammen aus dem Erbauungsjahr 1957.
Bis zum 31. August 2019 waren die Vlothoer Kirchengemeinden Exter und Bonneberg selbständig. Auch in der Stadt Vlotho wirkte sich der Rückgang der Kirchenmitglieder aus. Die beiden Kirchengemeinden schlossen sich mit dem 1. September 2019 zur gemeinsamen Kirchengemeinde Exter-Bonneberg zusammen. In den jeweiligen Kirchen werden wechselseitig die weiteren Gottesdienste abgehalten, zur Zeit geleitet durch den Exteraner Pfarrer. Einen eigenen Pfarrer hatten die Bonneberger seit einiger Zeit nicht mehr. Diese Aufgabe übernahmen jeweils die Betreuer der kirchlichen Nachbargemeinden.